# Aligern
Aligern ou Aligerne (Aligernus en latin ; Aligerno en italien) est un chef militaire ostrogoth du milieu du VIe siècle, l'un des derniers chefs de la résistance gothique face aux Byzantins.

## Biographie
Selon l'historien byzantin Agathias, contemporain des événements, Aligern est le fils d'un certain Frédigern(e) et le plus jeune de tous les frères du chef Teias, quelquefois qualifié de rex et successeur du roi Totila.
Aligern devient vers 552-553 le défenseur de la place forte de Cumes, près de Naples, encore tenue par les dernières forces gothiques, et où est conservé le trésor royal.
Après la mort de son frère Teias, vaincu et tué à la bataille du Mons Lactarius, sur les flancs du Vésuve, défaite qui sonne le glas des Ostrogoths en Italie, Aligern, isolé, est bientôt contraint de se rendre au général byzantin Narsès. Agathias raconte qu'il prit le parti des Byzantins et que Narsès l'envoya à Cesena avec la mission de se montrer sur les murailles de la ville afin que les Francs (venus en Italie aider les Ostrogoths) qui y passeraient, voyant qu'il s'était rendu volontairement, cessent les hostilités et quittent la péninsule.

## Remarques
Plusieurs rues en Italie portent le nom d'Aligern (Via Aligerno; Via A. Aligerno; Via Abate Aligerno), mais cela concerne un abbé du Mont-Cassin du Xe siècle.
Aligern est également un des personnages du film d'aventure Pour la conquête de Rome I de Robert Siodmak.